# Алиага Петким
«Алиага Петким» — турецкий профессиональный баскетбольный клуб из города Измир, Турция. Клуб также имеет спонсорскую приставку «Петким». Petkim Petrokimya является официальным спонсором команды. «Алиага» играет в ТБЛ с сезона 2008/2009.

## Сезоны
| Сезон   | Лига | Уровень | Рег. чемп. | Плей-Офф | Еврокубки    |
| ------- | ---- | ------- | ---------- | -------- | ------------ |
| 2012-13 | ТБЛ  | 1       | 11         | -        | Квалификация |